# Alette Pos
Alette Pos   (Arnhem, 30 de març de 1962) és una jugadora d'hoquei sobre herba neerlandesa, ja retirada, que va competir durant les dècades de 1970 i 1980.
El 1984 va prendre part en els Jocs Olímpics d'Estiu de Los Angeles, on guanyà la medalla d'or en la competició d'hoquei sobre herba. En el seu palmarès també destaquen una medalla d'or a la Copa del món d'hoquei sobre herba i al Campionat d'Europa. Disputà 28 partits amb la selecció neerlandesa.